# فورد هایتس (ایلینوی)
فورد هایتس (به انگلیسی: Ford Heights) یک روستا در ایالات متحده آمریکا است که در شهرستان کوک (ایلینوی) واقع شده‌است. فورد هایتس ۵٫۰۴ کیلومتر مربع مساحت و ۲٬۷۶۳ نفر جمعیت دارد.